# واحدهای کار جداسازی
"کار جداسازی" یا "سو" (SWU) واحدی است که برای بیان میزان کاری که برای جداسازی دو ایزوتوپ از یک عنصر انجام می‌شود به‌طوری که نسبت یکی از ایزوتوپ‌ها در پایان فرایند بیشتر شود. بعد سو، جرم است و میزان جداسازی که در یک فرایند غنی سازی را گویند؛ که تابعی از غلظت مادهٔ غنی نشده، غنی شده و تفاله است؛ و با واحدهایی متناسب با ورودی کل (انرژی/ زمان عملکرد ماشین) و جرم بیان می‌شود. کار جداسازی همان انرژی نیست؛ و برای یک مقدار مشابه واحد کار بسته به کارایی روش جداسازی انرژی متفاوتی نیاز دارد. واحدهای کار جداسازی:SWU و kg SWو یاkg UTA (از واژهٔ آلمانی Urantrennarbeit – تحت‌اللفظی کار جداسازی اورانیوم)
```
 1SWU = 1
 
kg SW = 1
 
kg UTA
 1kSWU = 1 tSW = 1 t UTA
 1MSWU = 1 ktSW = 1 kt UTA
```

## محاسبهٔ سو
محاسبهٔ دقیق سو با معادلات دیفرانسیل انجام می‌شود اما به صورت معمولی رابطهٔ زیر قابل استفاده است:
که:
- S کار به SWU است.

سو

- P جرم محصول-اورانیوم غنی شده- است.
- W جرم زباله است.
- F جرم مادهٔ خام است.
- xW عیار زباله است.
- xP عیار محصول است.
- xF عیار مادهٔ خام است.

یا به عبارتی کار {\displaystyle W_{\mathrm {SWU} }} لازمبرای جداسازی جرم {\displaystyle F} با عیار {\displaystyle x_{f}} به جرم {\displaystyle P} با عیار {\displaystyle x_{p}}، و باقی‌مانده به جرم {\displaystyle T} با عیار {\displaystyle x_{t}} با رابطهٔ زیر بیان می‌شود:
{\displaystyle W_{\mathrm {SWU} }=P\cdot V\left(x_{p}\right)+T\cdot V(x_{t})-F\cdot V(x_{f})}
که {\displaystyle V\left(x\right)} تابع ارزش است و به صورت زیر تعریف می‌شود:
{\displaystyle V(x)=(1-2x)\ln \left({\frac {1-x}{x}}\right)}
نسبت تغذیه به محصول:
{\displaystyle {\frac {F}{P}}={\frac {x_{p}-x_{t}}{x_{f}-x_{t}}}}
نسبت تفاله به محصول:
{\displaystyle {\frac {T}{P}}={\frac {x_{p}-x_{f}}{x_{f}-x_{t}}}}

## مثال
به عنوان مثال: با داشتن ۱۰۲ کیلوگرم (۲۲۵ پوند) اورانیوم طبیعی، 62 SWU نیاز است تا ۱۰ کیلوگرم (۲۲ پوند) از اورانیوم با غنای کم235U 4.5% بدست آوریم. با باقیماندهٔ ۰٫۳٪.
تعداد سوها بسته به میزان مصرف انرژی تجهیزات دارد. تجهیزات مدرن انتشار گازی در حدود 2,400 to ۲٬۵۰۰ کیلو وات ساعت (kW·h), یا ۸٫۶–۹ گیگاژول (GJ) برق در هر SWU مصرف می‌کنند در حالی که کارخانهٔ سانتریفیوژهای گازی تنها به 50 to 60 kW·h (180–220 MJ) برق در هر SWU نیاز دارند.
مثال:
یک نیروگاه بزرگ 1300 MW در حدود ۲۵ تن در سال (۲۵ t/a)اورانیوم با غنای کم 235U 3.75% نیاز دارد؛ که از حدود ۲۱۰ تن اورانیوم طبیعی با 120 kSWU بدست می‌آید. یک کارخانهٔ غنی سازی با ظرفیت 1000 kSWU/a می‌تواند نیاز ۸ نیروگاه را تأمین کند.
مثال:
برای تأمین سوخت نیروگاه اتمی بوشهر، رآکتور تحقیقاتی تهران و رآکتور اراک حدوداً ۱۹۰ هزار سو نیاز دارند. اگر توان هر ماشین سانتریفیوژ ۳ سو باشد، حدود ۶۰ هزار ماشین سانتریفیوژ نیاز است و اگر توان هر ماشین سانتریفیوژ ۱۰ سو باشد به ۱۹ هزار دستگاه سانتریفیوژ نیاز است. ظرفیت سانتریفیوژهای نسل اول ایران کمتر از ۲ سو است.